# Джим Роджерс
Джим Роджерс (англ. James Beeland Rogers Jr.; нар. 19 жовтня 1942) — американський інвестор, письменник та фінансовий коментатор, що нині проживає у Сінгапурі. Джим є головою Beeland Interests, Inc. Був співзасновником інвестиційних фондів Quantum Group of Funds та Soros Fund Management, і засновником Rogers International Commodities Index (RICI).
Джим не вважає себе послідовником будь якої школи економічної науки, однак визнав, що його погляди найкраще відповідають філософії Австрійської школи економіки.

## Біографія

### Раннє життя
Джим народився у Балтиморі, штат Меріленд та виріс у Демополісі, штат Алабама.

## Книжки
- 1994: Investment Biker: Around the World with Jim Rogers. – ISBN 1-55850-529-6
- 2003: Adventure Capitalist: The Ultimate Road Trip. –  ISBN 0-375-50912-7
- 2004: Hot Commodities: How Anyone Can Invest Profitably in the World's Best Market. – ISBN 1-4000-6337-X
- 2007: A Bull in China: Investing Profitably in the World's Greatest Market. – ISBN 1-4000-6616-6
- 2009: A Gift to My Children: A Father's Lessons For Life And Investing. – ISBN 1-4000-6754-5
- 2013: Street Smarts: Adventures on the Road and in the Markets – ISBN 0-307-98607-1

## Зовнішні посилання
- The Millennium Adventure [Архівовано 25 грудня 2020 у Wayback Machine.] — офіційний вебсайт
- Jim Rogers Blog [Архівовано 26 лютого 2020 у Wayback Machine.] — особистий блоґ
- Jim Rogers News Blog [Архівовано 14 березня 2020 у Wayback Machine.]